# レオナ (モデル)
レオナ（1985年8月24日 - ）は1990年代に活躍した子役モデル、ロリータアイドル。

## 概説
石木みのりとして5歳で芸能デビュー。
主にテレビCMやスチル媒体の広告モデルとして活動し、雪印や家電メーカー、百貨店、総理府をはじめとする多数の企業・団体に起用された。和服の似合う純日本風の顔立ちであったことから、七五三などのキャンペーンが目立つ。広告モデルとしての活動は6年間で終え、引退した。

## 出演

### 広告など

#### テレビCM
- 雪印乳業、雪印とろけるチーズ[3]（1990年）
- プロクター・アンド・ギャンブル・ファー・イースト・インク、バウンス[3]（1990年）
- バンダイ、『アンパンマン』・パン工場[3][4]（1990年）
- 東京ディズニーランド[3]（1990年）
- 松下電器産業、パナソニック・ブレンビー[3][5]（1992年） - 安達祐実、ラッキィ池田と共演。
- 丸大食品、ウィンナーソーセージ[3]（1992年） - 小谷実可子と共演
- 東芝、エアコン[3]（1992年） - 志村けんと共演
- 北陸電気[3]（1994年）

#### 広告スチル
- 森永乳業、クリスマス[3]（1991年） - スチル
- 日本製粉、クリスマス[3]（1991年） - スチル
- 日本信託銀行[3]（1991年） - スチル
- エグザススポーツクラブ[3]（1991年） - スチル
- 総理府[3]（1992年） - スチル
- 東和銀行[3]（1992年） - カレンダー
- 京成電鉄、成田初詣[3]（1992年） - スチル
- 京王百貨店、七五三[3]（1993年） - カタログ
- 日本電信電話[3]（1993年） - カタログ
- 伊勢丹[3]（1994年） - スチル

#### その他・詳細不明
- 日本インテックス[3]（1994年） - ビジュアルプレゼンテーション
- 日本橋商店街グループ、七五三[3]（1994年）
- ビクトリアスポーツ[3]（1994年）
- 髙島屋、七五三[3]（1994年）

### 雑誌
- 手づくりママ・キディ 1992年 Vol.13 早春号[6][3]（1992年、婦人生活社） - スチルモデル
- アリスクラブ 1998年1月号「12歳CM美少女初ヌード!」（コアマガジン） - 写真集パブリシティ
- アリスクラブ 1998年3月号（コアマガジン） - 写真集パブリシティ
- アリスクラブ 1998年5月号（コアマガジン） - 写真集パブリシティ
- ブブカ 1998年1月号（コアマガジン） - 写真集パブリシティ
- ブブカ 1998年3月号（コアマガジン） - 写真集パブリシティ
- ブブカ 1998年4月号（コアマガジン） - 写真集パブリシティ
- スーパー写真塾 1998年2月号「12歳美少女CMモデル初ヌード」（コアマガジン） - 写真集パブリシティ
- 放課後クラブ 1998年2月号（ダイアプレス） - 写真集パブリシティ
- 熱烈投稿 1998年5月号（コアマガジン） - 写真集パブリシティ

### 写真集
いずれも大友正悦による撮影。
- レオナの杜（1998年1月10日、エムエスピー）
- 碧きレオナ（1998年5月10日、エムエスピー）
- 夢 Satomi, Reona and Friends（1998年5月21日、エムエスピー） - 廣本悟己、東南アジア系モデル3名を含むオムニバス

### ビデオ
- レオナ MEMORIAL - 写真集メイキング